# Eye black

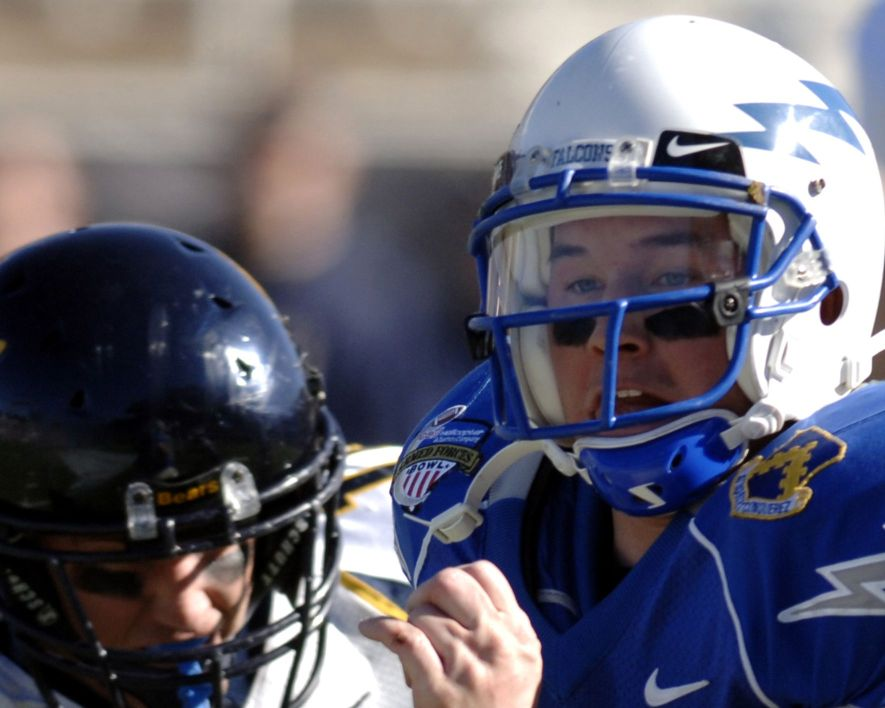
Gracze futbolu amerykańskiego z wymalowanymi na twarzach liniami

Eye black - substancja lub materiał czarnego koloru używane do wykonywania linii pod oczami mających na celu poprawę widzenia poprzez zmniejszenie odbicia promieni słonecznych. Stosowana najczęściej przez sportowców.
Eye black jest zazwyczaj mieszaniną wosku pszczelego, parafiny i grafitu. Używa się również specjalnych plastrów lub wazeliny, jednak badania dowiodły, że te ostatnie nie mają znaczącego wpływu na jakość widzenia.
Zwyczaj zaczerniania policzków popularny jest szczególnie w Stanach Zjednoczonych, głównie wśród graczy baseballu, futbolu amerykańskiego oraz lacrosse. W Europie rzadko spotykany.